# Indische Fußballnationalmannschaft
Die indische Fußballnationalmannschaft (Hindi भारतीय राष्ट्रीय फुटबॉल टीम Bhaarateey raashtreey phutabol teem) vertritt die All India Football Federation der südasiatischen Republik Indien im Fußballsport.

## Geschichte
Der Indische Fußballverband (All India Football Federation, kurz AIFF) wurde 1937 gegründet und trat 1948, ein Jahr nach der Unabhängigkeit des Landes, der FIFA bei. Noch im selben Jahr wurde während der Olympischen Sommerspiele in London das erste Länderspiel ausgetragen. Raman erzielte bei der 1:2-Niederlage gegen Frankreich den ersten Treffer für Indien.
1950 wurde Indien aufgrund des Rückzugs einiger Mannschaften sogar für die Endrunde der Weltmeisterschaft in Brasilien eingeladen. Der indische Verband lehnte aber eine Teilnahme ab. Als Begründung wird oft angegeben, dass die FIFA kurz zuvor Fußballspielen ohne Schuhe verboten hatte. Andere Gründe dürften daneben finanzielle Belastungen der weiten Reise und – laut den Erinnerungen Sailen Mannas – auch die der Weltmeisterschaft im Gegensatz zu den Olympischen Spielen gering beigemessene Bedeutung gewesen sein. Danach nahm die Mannschaft erst wieder im Vorfeld der WM 1986 an Qualifikationsspielen teil, qualifizierte sich jedoch nie für Weltmeisterschaften. In den Qualifikationsspielen zur WM 2006 unterlag Indien unter anderem Japan und Oman. Auch bei der WM 2010 war Indien nicht vertreten, da man in der ersten Qualifikationsrunde gegen den Libanon verlor.
Die indische Nationalmannschaft war von 1948 bis 1960 viermal Teilnehmer am olympischen Fußballturnier. Bei den Olympischen Spielen 1956 erreichte sie überraschend das Spiel um Bronze, unterlag dort jedoch Bulgarien.
Erfolgreicher war Indien auf asiatischer Ebene. So gelangen Siege bei den Asienspielen 1951 und 1961. Weiterhin gewann es die Südasiatischen Verbandsspiele dreimal (1985, 1987 und 1995) und den Südasiatischen Verbandspokal (SAFFC – South Asian Football Federation Cup) siebenmal (1993, 1997, 1999, 2005, 2009, 2011 und 2015). Bei der Asienmeisterschaft war Indien bisher zweimal vertreten: Bei der ersten Teilnahme 1964 besiegte die Mannschaft den bisherigen Titelverteidiger aus Südkorea und wurde hinter dem Gewinner Israel Zweiter. Bei der zweiten Teilnahme schieden die Inder bereits in der Vorrunde aus.
Den ersten asiatischen Titel seit 1961 gewann Indien beim AFC Challenge Cup 2008. Das im Ambedkar-Stadion ausgetragene Finale gegen Tadschikistan gewann die Mannschaft durch drei Treffer von Sunil Chhetri und einem weiteren Treffer von Baichung Bhutia mit 4:1; damit war Indien auch erstmals seit 1984 wieder für eine Asienmeisterschaft qualifiziert. Nach Niederlagen gegen Bahrain, Australien und Südkorea schied das Team jedoch ohne Punktgewinn in der Vorrunde aus. Für die Asienmeisterschaften 2019 und 2024 war Indien erneut qualifiziert, schied aber jeweils nach der Gruppenphase aus.

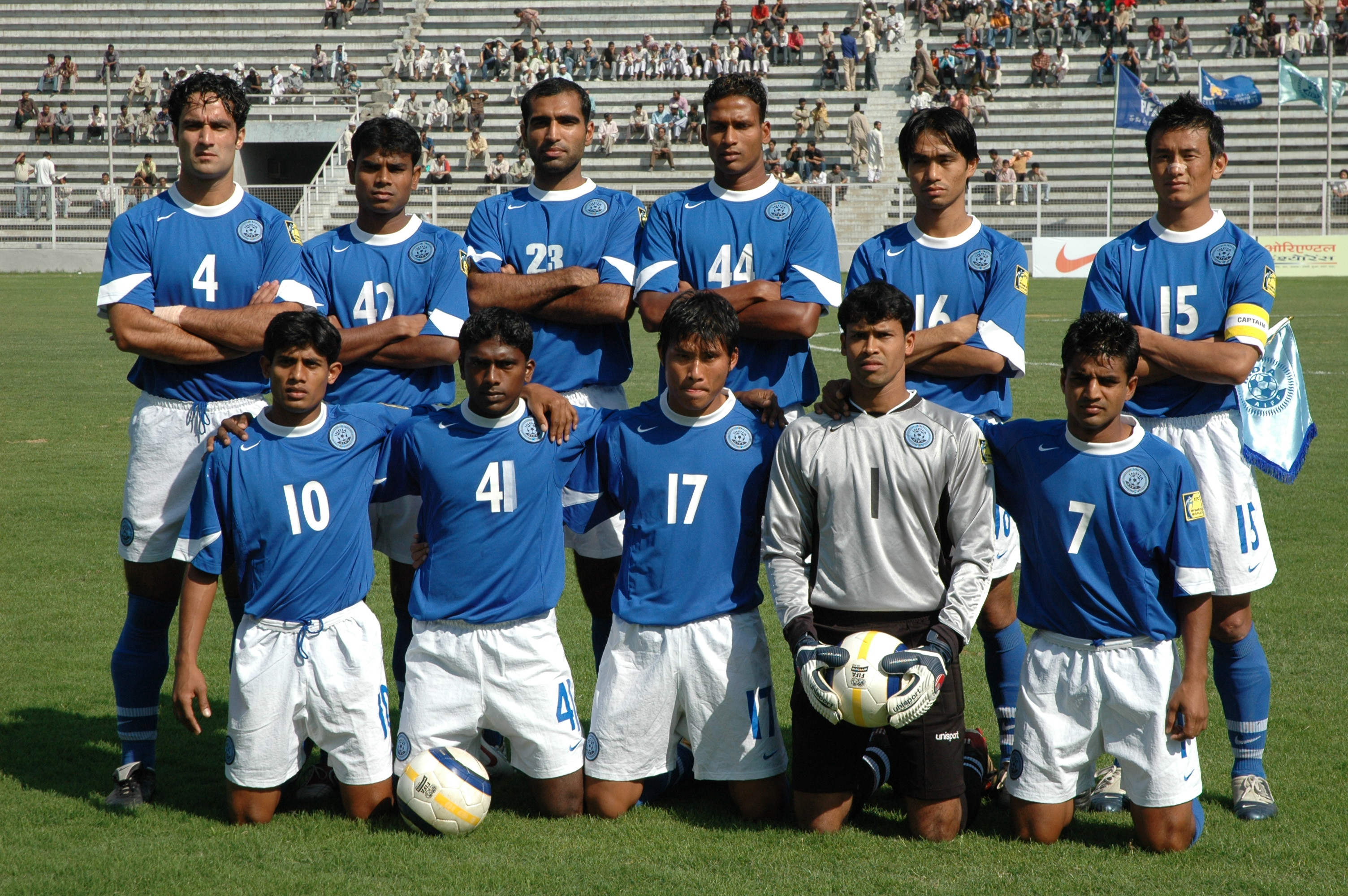
Indische Mannschaft vor einem Länderspiel 2007

## Teilnahme Indiens an den Olympischen Spielen
- 1948 in London Achtelfinale
- 1952 in Helsinki Qualifikation
- 1956 in Melbourne 4. Platz
- 1960 in Rom Vorrunde
- 1964 in Tokio nicht qualifiziert
- 1968 in Mexiko-Stadt nicht teilgenommen
- 1972 in München nicht qualifiziert
- 1976 in Montreal nicht teilgenommen
- 1980 in Moskau nicht qualifiziert
- 1984 in Los Angeles nicht qualifiziert
- 1988 in Seoul nicht qualifiziert

## Teilnahme Indiens an denFußball-Weltmeisterschaften
- 1930 kein Verband
- 1934 kein Verband
- 1938 kein FIFA-Mitglied
- 1950 Endrundenteilnahme zurückgezogen
- 1954 Anmeldung durch die FIFA abgelehnt[4]
- 1958 nicht teilgenommen
- 1962 nicht teilgenommen
- 1966 nicht teilgenommen
- 1970 nicht teilgenommen
- 1974 Teilnahme zurückgezogen
- 1978 nicht teilgenommen
- 1982 nicht teilgenommen
- 1986 nicht qualifiziert
- 1990 nicht teilgenommen
- 1994 nicht qualifiziert
- 1998 nicht qualifiziert
- 2002 nicht qualifiziert
- 2006 nicht qualifiziert
- 2010 nicht qualifiziert
- 2014 nicht qualifiziert
- 2018 nicht qualifiziert
- 2022 nicht qualifiziert
- 2026 nicht qualifiziert

## Teilnahme Indiens an denFußball-Asienmeisterschaften
- 1956 nicht teilgenommen
- 1960 nicht qualifiziert
- 1964 Zweiter
- 1968 nicht qualifiziert
- 1972 nicht teilgenommen
- 1976 nicht teilgenommen
- 1980 nicht teilgenommen
- 1984 Vorrunde
- 1988 nicht qualifiziert
- 1992 nicht qualifiziert
- 1996 nicht qualifiziert
- 2000 nicht qualifiziert
- 2004 nicht qualifiziert
- 2007 nicht qualifiziert
- 2011 Vorrunde
- 2015 nicht qualifiziert
- 2019 Vorrunde
- 2024 Vorrunde

## Teilnahme Indiens amAFC Challenge Cup
- 2006 Viertelfinale
- 2008 Gewinner
- 2010 Vorrunde
- 2012 Vorrunde
- 2014 nicht qualifiziert

## Teilnahme Indiens an denSüdasienmeisterschaften
- 1993 – Südasienmeister
- 1995 – Zweiter
- 1997 – Südasienmeister
- 1999 – Südasienmeister
- 2003 – Dritter
- 2005 – Südasienmeister
- 2008 – Zweiter
- 2009 – Südasienmeister
- 2011 – Südasienmeister
- 2013 – Zweiter
- 2015 – Südasienmeister
- 2018 – Zweiter
- 2021 – Südasienmeister
- 2023 – Südasienmeister

## Rekordspieler
(Stand: 18. November 2024)
| Rekordspieler | Rekordspieler           | Rekordspieler | Rekordspieler |
| Spiele        | Spieler                 | Zeitraum      | Tore          |
| ------------- | ----------------------- | ------------- | ------------- |
| 151           | Sunil Chhetri           | 2005–         | 94            |
| 088           | Baichung Bhutia         | 1995–2011     | 29            |
| 076           | Gurpreet Singh Sandhu   | 2008–         | 0             |
| 073           | Invalappil Mani Vijayan | 1989–2004     | 32            |
| 072           | Shabbir Ali             | 1974–1984     | 06            |
| 072           | Climax Lawrence         | 2003–2011     | 03            |
| 071           | Gouramangi Singh        | 2006–2013     | 06            |

| Rekordschützen | Rekordschützen          | Rekordschützen | Rekordschützen |
| Tore           | Spieler                 | Zeitraum       | Spiele         |
| -------------- | ----------------------- | -------------- | -------------- |
| 94             | Sunil Chhetri           | 2005–          | 151            |
| 32             | Invalappil Mani Vijayan | 1989–2004      | 073            |
| 29             | Baichung Bhutia         | 1995–2011      | 086            |
| 23             | Jeje Lalpekhlua         | 2009–2019      | 056            |

## Trainer
- Balaidas Chatterjee (1948)
- Syed Abdul Rahim (1950–1963)
- Harry Wright (1963–1964)
- Pradip Kumar Banerjee (1972–1981)
- Bob Bootland (1982)
- Joe Kinnear (1983)
- Milovan Ćirić (1984–1985)
- Pradip Kumar Banerjee (1985)
- Syed Nayeemuddin (1986)
- Amal Dutta (1987–1988)
- József Gelei (1989–1991)
- Jiří Pešek (1993–1994)
- Rustam Akramov (1995–1997)
- Syed Nayeemuddin (1997–1998)
- Sukhwinder Singh (1998–2001)
- Stephen Constantine (2002–2005)
- Sukhwinder Singh (2005)
- Syed Nayeemuddin (2005–2006)
- Bob Houghton (2006–2011)
- Armando Colaco (2011)
- Savio Medeira (2011–2012)
- Wim Koevermans (2012–2014)
- Stephen Constantine (2015–2019)
- Igor Štimac (2019–2024)
- Manolo Márquez (2024–2025)
- Khalid Jamil (seit 2025)